# Francisco Cárdenas Moreno
Francisco Cárdenas Moreno ist ein ehemaliger mexikanischer Fußballfunktionär, der von 1999 bis 2002 der letzte Vereinspräsident des Club Deportivo Guadalajara vor dem Übergang des Vereins unter die Kontrolle der Familie Vergara war.

## Die Auseinandersetzung mit Jorge Vergara
Nachdem beim Club Deportivo Guadalajara wegen erheblicher finanzieller Schwierigkeiten bereits seit 1993 erhebliche interne Querelen bestanden und sich zwei unversöhnlich gegenüberstehende Lager gebildet hatten, übernahm Cárdenas Moreno 1999 das Präsidentenamt und unterzeichnete nach seiner Wiederwahl Anfang 2002 einen Fünfjahresvertrag mit dem Mediengiganten Televisa, der dem Verein eine hohe finanzielle Unterstützung zusicherte. Doch die Tatsache, dass Televisa seit jeher eng mit dem Erzrivalen América verbunden ist, verärgerte viele Mitglieder und Fans. Dies umso mehr, als kolportiert wurde, dass die sich hinter Cárdenas versammelnden Mitglieder besonders von diesem Sponsorenvertrag profitieren würden. Daher kam es zu einer Revolte, die von Max Felipe Prieto (Sohn des gleichnamigen Fußballspielers), der die Wahlen gegen Cárdenas verloren hatte, angeführt wurde. Der ihn unterstützende Personenkreis wusste, dass der Unternehmer Jorge Vergara nach einer Möglichkeit suchte, in das Fußballgeschäft einzusteigen. Daher nahmen sie Kontakt zu ihm auf und überzeugten Vergara davon, dass die Zusammenarbeit mit Mexikos populärstem Verein eine besonders gute Werbung für sein Unternehmen wäre. Nachdem sie mit Vergara übereingekommen waren, konnten sie auch eine Mehrheit der Mitglieder (und ebenso der Fans) von der Idee überzeugen, so dass Vergara den Verein mit Wirkung vom 30. Oktober 2002 übernahm. Durch diesen Deal ging auch das Präsidentenamt von Cárdenas auf Vergara über.
Doch der im Machtkampf unterlegene Cárdenas und seine Unterstützer pochten auf Formfehler und eine irreguläre Übernahme des Vereins durch Vergara, so dass es über 17 Jahre hinweg zu juristischen Auseinandersetzungen kam.